# Tomás Pompeu de Sousa Brasil (II)

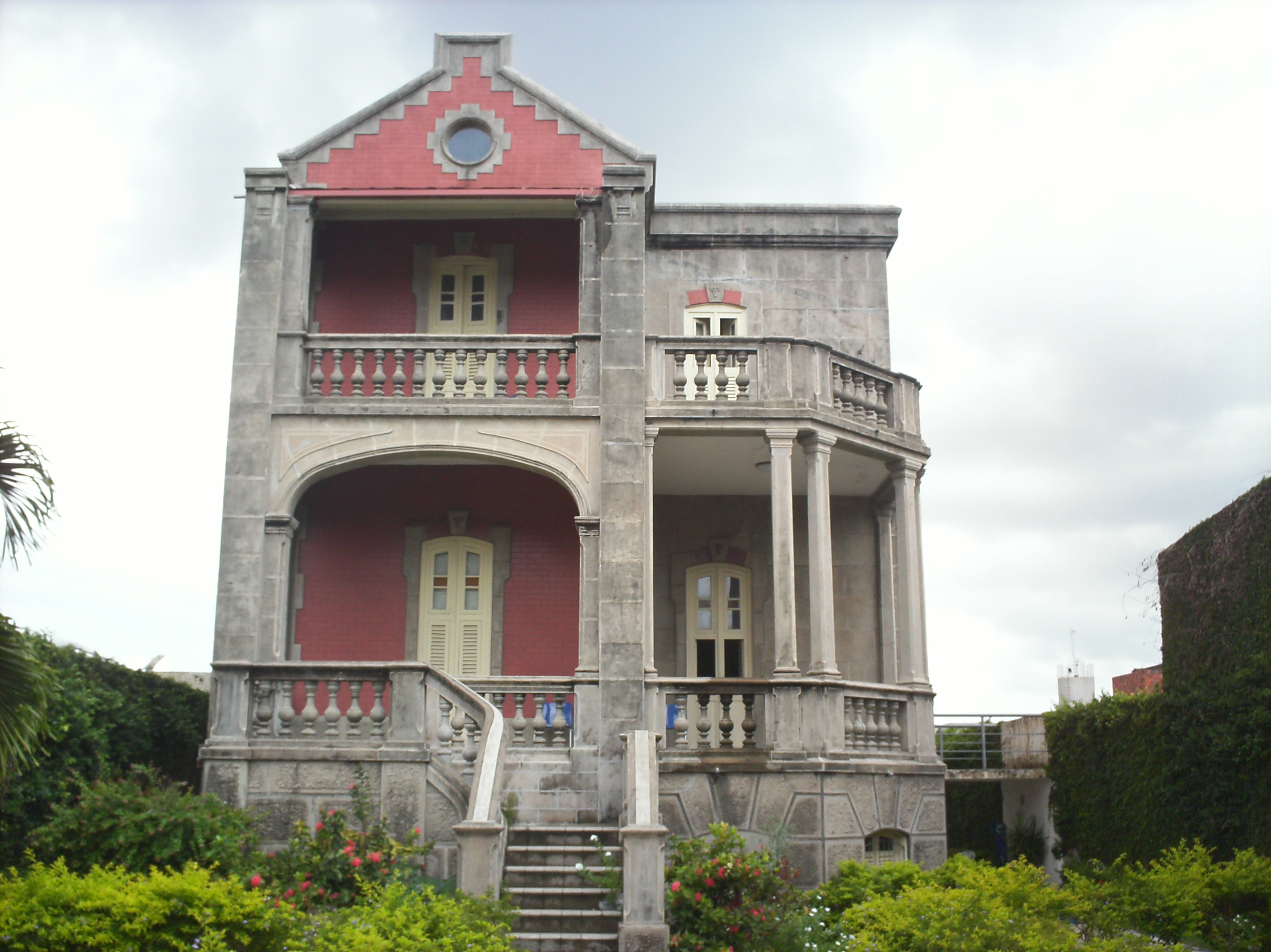
Castelinho
Residência de Tomás Pompeu

Tomás Pompeu de Sousa Brasil (Fortaleza, 30 de junho de 1852 - Fortaleza, 6 de abril de 1929), foi um advogado, professor, político, intelectual e escritor brasileiro.

## Biografia
Filho do senador Tomás Pompeu de Sousa Brasil, foi batizado com o mesmo nome do pai. Logo que se formou na Faculdade de Direito do Recife, em 1872, tornou-se redator do Cearense, ao lado do pai e de João Brígido e posteriormente, do Gazeta do Norte.
No ano seguinte, junto com este e outros intelectuais do período, como Rocha Lima, Araripe Júnior, Capistrano de Abreu, França Leite, Antônio José de Melo e Felino Barros, funda a Academia Francesa do Ceará. Ingressa na Maçonaria em 1873 por meio da loja Fraternidade Cearense. Em 1876, assume, após aprovação em concurso, a lente da cadeira de Geografia no Liceu do Ceará, e lecionou também na Escola Militar e na Escola Normal.
Dedicou-se ao magistério, ao jornalismo, à política e, sobretudo, às letras e ao estudo das questões sociais, econômicas e jurídicas e do estado do Ceará.
Foi deputado geral entre 1878 e 1886, pelo Partido Liberal. Foi vice-presidente da Província do Ceará e em 1889 assumiu o Governo. Autor de inúmeras obras sobre geografia física e humana, abordando temas como seca e irrigação.
Um dos idealizadores da Faculdade de Direito do Ceará, foi o seu primeiro vice-diretor, bem como professor de Economia Política, Ciência das Finanças e Contabilidade do estado. Posteriormente, assumiu a direção da instituição.
Membro fundador e presidente da Academia Cearense de Letras, foi um de seus idealizadores, e grande fomentador da cultura cearense.
Pertenceu ao Instituto do Ceará, de que foi presidente. Monarquista de sólidas convicções, não aderiu ao golpe militar de 1889, escrevendo na imprensa sobre as ''instituições decaídas'', o que lhe valeu uma injusta prisão no quartel do Batalhão do Exército.
Quando faleceu, encontrava-se no seu gabinete, de pena na mão, escrevendo o seu ensaio alusivo a José de Alencar. Polígrafo, possuidor de extraordinária cultura, legou às gerações presentes e futuras trabalhos de alto valor, escritos com critério e base científica, durante a sua longa vida toda dedicada aos estudos e esforços intelectuais.

## Obras
- ‘Lições de Geografia Geral’,
- ‘O Ceará no Começo do Século XX’,
- ‘O Ceará no Centenário da Independência do Brasil’,[6][7]
- ‘Direito Público Constitucional’,
- 'Lições de Direito Constitucional’,
- ‘A Cultura do Algodão, Especialmente no Ceará’,
- ‘A Maniçoba’,
- ‘O Ensino Superior no Brasil’,
- ‘História Política do Ceará’,
- ‘História da Instrução Pública no Ceará’,
- ‘Teoria Geral do Direito Público’,
- ‘Direito Público Constitucional’,
- ‘Dicionário de Pensamentos’,
- ‘Dualidade das Câmaras Legislativas’,
- ‘José Martiniano de Alencar - O Homem e o Homem de Letras’,

## Descendentes
- Alba Pompeu de Souza Brasil, (1878 - 1949),
- Tomás Pompeu de Sousa Brasil (filho), (1879 - 1969), foi governador do Ceará.
- José Pompeu de Souza Brasil, (1880 - 1976),
- Laís Pompeu de Souza Brasil, (1882 - 1959),